# План да Тјеја (Болцано)
План да Тјеја је насеље у Италији у округу Болцано, региону Трентино-Јужни Тирол.
Према процени из 2011. у насељу је живело 362 становника. Насеље се налази на надморској висини од 1591 м.